# Sąd suchedniowy w księstwie rugijsko-wołogoskim
Sąd suchedniowy (niem. Quatembergericht) w księstwie rugijsko-wołogoskim – powołany w 1421 przez księcia Warcisława IX sąd doraźny, mający za zadanie rozsądzać w sprawach o rozbój i zakłócenie miru publicznego.

## Geneza
W drugiej połowie XIV i na początku XV wieku sytuacja na Pomorzu Zachodnim była napięta. Dla utrzymania pokoju i zapewnienia bezpieczeństwa na szlakach poszczególne miasta i szlachta zawierali konfederacje w celu zwalczenia raubritterstwa. Jednak ani miejskie wyprawy do warowni raubritterów, jak również bezwzględne kary nakładane na nich, nie skutkowały uspokojeniem kraju, pośrednio również ze względu na dwuznaczną postawę książąt, samych nierzadko ciągnących profity z działalności rycerzy-rozbójników. Dodatkowo prowadzone przez możne rody i miasta wojny prywatne potęgowały niepokoje na Pomorzu. Dzięki wzrostowi znaczenia politycznego miast księstwa rugijsko-wołogoskiego, udało się im wymóc na księciu Warcisławie IX podjęcie działań. W dokumencie wystawionym w Strzałowie 3 stycznia 1421 Warcisław IX postanowił w porozumieniu ze stanami pomorskimi utrzymać dawne prawa i ustanowić stanowy sąd suchedniowy, który miał rozstrzygać sprawy o bezprawia i złamanie pokoju.

## Organizacja sądu
Sąd suchedniowy był organem stanowym; jego członkami miało być każdorazowo ośmiu rycerzy i ośmiu przedstawicieli mieszczaństwa (rajców miejskich). Mieszczańscy przedstawiciele to reprezentanci czterech głównych miast księstwa: Strzałowa, Gryfii, Anklamu i Dymina. Organ ten miał zbierać się cztery razy do roku (raz na kwartał) w tzw. Suche Dni, każdorazowo w kolejnym mieście, pod przewodnictwem księcia, a w przypadku jego niedyspozycyjności także bez niego. Sąd miał dysponować własną pieczęcią, którą każdorazowo po zakończeniu obrad otrzymywać mieli dwaj przedstawiciele miasta, w którym miało mieć miejsce kolejne posiedzenie, na przechowanie.

## Dalsze losy
Organ ten został ustanowiony na okres próbny trzech lat, nie da się jednak ustalić, czy powołanie owej instytucji doszło do skutku, ani też, zakładając że tak było, przez jaki czas istniała. Chociaż dla miast i części rycerstwa był to bardzo istotny krok w kierunku opanowania anarchii w kraju, to jednak wskutek późniejszych niesnasek między tymiż a książętami nie pociągnęło to za sobą zauważalnych efektów.